# Tuxtla Chico
Tuxtla Chico é um município do estado de Chiapas, no México.